# Spasovo (distrikt i Bulgarien, Stara Zagora)
Spasovo (bulgariska: Спасово) är ett distrikt i Bulgarien.   Det ligger i kommunen Obsjtina Tjirpan och regionen Stara Zagora, i den centrala delen av landet, 170 km öster om huvudstaden Sofia.
Trakten runt Spasovo består till största delen av jordbruksmark. Runt Spasovo är det ganska glesbefolkat, med 48 invånare per kvadratkilometer.